# Nápěvková teorie
Nápěvková teorie (neboli také nápěvky mluvy) začal v roce 1897 systematicky zkoumat a zapisovat český skladatel klasické hudby Leoš Janáček. 
Jedná se o koncept, který vychází z myšlenky, že melodie, rytmus a intonace lidské řeči obsahují prvky, které lze využít v hudební kompozici. Janáček systematicky zaznamenával tyto tzv. „nápěvky mluvy“, tedy melodické a rytmické vzorce běžné mluvy, a dané motivy pak vkládal do svých hudebních děl. Tímto způsobem propojoval hudbu s přirozenými lidskými emocemi a projevem, což přispělo k jedinečnému a expresivnímu charakteru jeho tvorby. Teorie ovlivnila zejména jeho opery, například Její pastorkyňa a Káťa Kabanová.